# Awk
AWK (dalle iniziali dei cognomi dei suoi autori, Alfred Aho, Peter Weinberger e Brian Kernighan) è un linguaggio di programmazione interpretato orientato alla manipolazione di dati di tipo testuale, sia in forma di file che di flusso di dati provenienti dallo standard input.

## Tipi di variabile
AWK è un linguaggio debolmente tipizzato, e qualunque variabile può essere considerata alla stregua di una stringa (può essere concatenata, è possibile contarne il numero di caratteri, eccetera), anche se le variabili numeriche vengono convertite a numeri interi o a virgola mobile quando necessario, ad esempio nelle operazioni aritmetiche. È assente il tipo booleano (ovvero variabili dal valore true o false), ma è possibile usare qualunque variabile come valore booleano: il valore 0, la stringa vuota ("") o una variabile non inizializzata sono considerati false, mentre qualunque altro valore è true.
Oltre alle variabili scalari, AWK supporta anche gli array associativi, cioè array indicizzati tramite stringhe chiave. Poiché in AWK qualunque scalare può essere considerato una stringa, è anche possibile definire array le cui chiavi sono numeri interi sequenziali, ma tipicamente, a differenza di molti altri linguaggi di programmazione, questo non porta alcun vantaggio in termini di prestazioni di accesso, perché AWK non fa distinzione tra array sequenziali e array associativi.
Ad esempio, è possibile definire i due array:
```
# array "sequenziale"

arr1
[
0
]
 
=
 
"a"

arr1
[
1
]
 
=
 
"b"

arr1
[
2
]
 
=
 
"c"

# array che usa stringhe come chiavi

arr2
[
"foo"
]
 
=
 
1

arr2
[
"bar"
]
 
=
 
2

```

L'accesso agli array avviene solitamente tramite la parola chiave in, che cicla sulle chiavi dell'array specificato, con ordine indefinito:
```
for
 
(
i
 
in
 
arr1
)
 
{

        
print
 
i
     
# stampa "1", "2", ... in maniera NON sequenziale

}

for
 
(
i
 
in
 
arr2
)
 
{

        
print
 
i
     
# stampa "foo", "bar" (in maniera sempre non sequenziale)

}

```

Nel caso di un array sequenziale è possibile usare la sintassi in stile C per ottenere l'accesso sequenziale ai valori:
```
for
 
(
i
 
=
 
0
;
 
i
 
<
 
length
(
arr1
);
 
++
i
)
 
{

        
print
 
arr1
[
i
]

}

```

Infine, AWK supporta le espressioni regolari. Un'espressione regolare è definita tra due barre, e viene usato l'operatore tilde per verificare se una variabile soddisfa una data espressione regolare: 
```
# testa se la variabile "foo" inizia con una cifra:

if
 
(
foo
 
~
 
/^[0-9]/
)
 
        
# ...

```

## Struttura di un programma
Un programma in AWK è strutturato secondo una sequenza di direttive del tipo:
```
condizioni { azioni }
```

Se allo script viene fornito uno o più file, oppure in generale uno stream di dati (ad esempio attraverso lo standard input), questo stream verrà letto riga per riga da AWK; per ogni riga, le istruzioni contenute nello script vengono eseguite sequenzialmente. Per ogni istruzione, se la relativa condizione è verificata per la riga corrente, vengono eseguite le azioni corrispondenti a tale condizione.
Ad esempio, se a un programma AWK siffatto:
```
# stampa a schermo solamente le righe che consistono solo di lettere minuscole.

/^[a-z]+$/
 
{

        
print
 
$
0

}

```

viene fornito l'input:
```
123
pippo
pluto2

```

verrà eseguita l'azione print $0 (che stampa l'intera riga a schermo) esclusivamente per la seconda riga, mentre le altre due verranno ignorate.
Se viene specificata una condizione senza una relativa azione, l'azione predefinita è proprio "stampa l'intera riga", per cui nell'esempio di sopra il seguente codice sarebbe equivalente:
```
/^[a-z]+$/

```

Se al contrario viene specificata un'azione senza una relativa condizione, quell'azione verrà eseguita per tutte le righe in input.

### Condizioni speciali
Esistono due condizioni speciali: BEGIN e END. Un'azione con condizione BEGIN viene eseguita sempre prima che un qualunque input venga processato, mentre una con condizione END viene sempre eseguita dopo che tutto l'input è stato processato.

## Utilizzi
AWK può essere usato come filtro, è stato uno dei primi strumenti a fare la sua comparsa dalla versione 7 di Unix ed ottenne la giusta fama di essere un modo per aggiungere capacità computazionali ad una pipeline Unix. L'AWK è ormai presente fra le applicazioni standard di ogni versione recente di sistema operativo Unix disponibile oggi. Implementazioni di AWK esistono comunque per quasi tutti gli altri sistemi operativi.
Solitamente AWK è un linguaggio interpretato, cioè esiste un file eseguibile chiamato awk che legge o da riga di comando o da un file il programma vero e proprio scritto in linguaggio awk e lo applica ad uno o più file di ingresso per produrre un risultato.

## Esempi

Esempio d'uso di awk

### Hello, world!
```
# esegue solamente l'istruzione BEGIN ed esce senza leggere alcun input

BEGIN
 
{
 
print
 
"Hello, world!"
 
}

```

### Conteggio delle parole
Conta le parole in input e stampa il numero di righe, parole e caratteri (analogamente al comando wc):
```
{

    
words
 
+=
 
NF
 
# NF è il numero di campi (fields) della riga, ovvero il numero di parole

    
chars
 
+=
 
length
 
+
 
1
 
# aggiunge uno alla lunghezza della riga per tenere conto del carattere newline finale

}

END
 
{
 
print
 
NR
,
 
words
,
 
chars
 
}
 
# NR è il numero di righe dell'input

```